# Kouká (Chypre)
Pour les articles homonymes, voir Kouká.
Kouká (grec moderne : Κουκά) est un village de Chypre situé dans le district de Limassol.